# Nel Kluitman

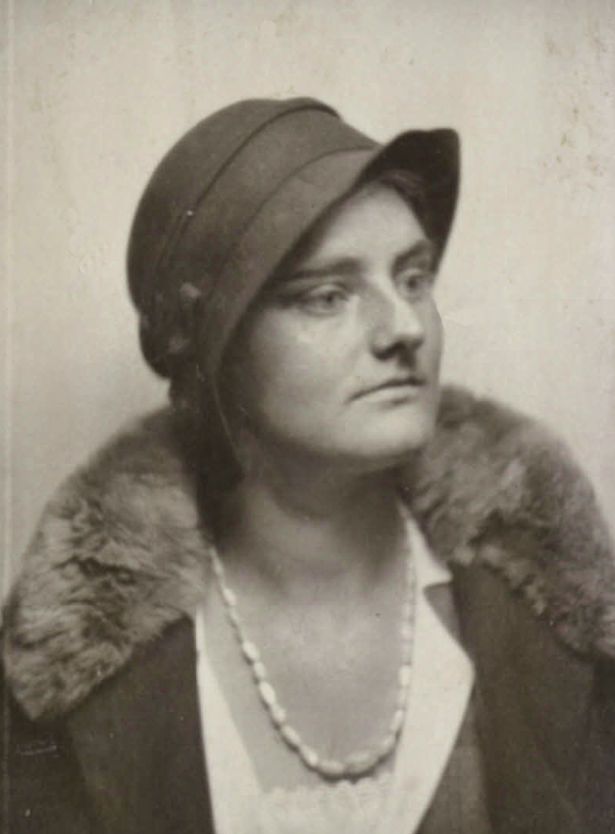
Nel Kluitman, 1930

Petronella Johanna Marie „Nel“ Kluitman (* 7. Mai 1906 in Alkmaar; † 3. Juni 1990 in Hilversum) war eine niederländische Malerin, Zeichnerin und Bildhauerin.

## Leben
Nel Kluitman war eine Tochter von Hendrik Pieter Kluitman († 1958) und Jacoba Gijsbertha Teljer. Ihr Vater war Verleger, der gemeinsam mit seinem Bruder Willem-Karel 1904 die väterlich  „Uitgeverij Kluitman“ übernommen hatte. Nel Kluitman wuchs zusammen mit ihrem Bruder Pieter Kluitman jr. († 2006) in Alkmaar auf. Sie besuchte das dortige  Gymnasium und studierte anschließend in Den Haag, wo sie 1925 das „LO-Zertifikat“ im Zeichnen für die Sekundarstufe erhielt. 1932 heiratete sie den Amsterdamer Bildhauer und Medailleur Hubert van Lith (1908–1977). Das Paar hatte zwei Kinder, darunter die spätere Bildhauerin Nel van Lith (* 1932). 1937 wurde die Ehe geschieden. Kluitman lebte und arbeitete in Blaricum, von 1936 bis 1938 in Amsterdam und in Hilversum. 1962 ließ sie sich in der Schweiz nieder. Nel Kluitman starb 1990 in Hilversum.

## Künstlerisches Schaffen
Nel Kluitman malte und zeichnete Bauernhöfe und die Landschaften im Umland von Hilversum. Sie fertigte Illustrationen an, war bildhauerisch tätig und schuf Skulpturen und Reliefs. Im Jahr 1955 gestaltete sie im Auftrag etwa zwanzig Fassadensteine mit Reliefs für Häuser in der Erfgooiersstraat, Van Dijkstraat und Verschurestraat in Hilversum. Die runden Reliefs zeigen beispielsweise spielende Kinder, die rechteckigen einzelne Tierkreiszeichenmotive. Bei der Renovierung der Häuser wurde auf deren Erhalt geachtet.
Nel Kluitman war Mitglied der Vereniging van Beeldende Kunstenaars in Hilversum und von De Onafhankelijken in Amsterdam, mit denen sie regelmäßig im Stedelijk Museum Amsterdam ausstellte.
Ausstellungen (Auswahl):
- 1928: Najaarsexpositie: De Onafhankelijken, Stedelijk Museum Amsterdam[6]
- 1930: Ausstellung, zusammen mit Hubert van Lith, Kunstsaal Muluru, Zandvoort[7]
- 1931: Herfsttentoonstelling: De Onafhankelijken, Stedelijk Museum Amsterdam
- 1932: Tentoonstelling van kunstwerken van levende Nederlandsche meesters, Stedelijk Museum Amsterdam[8]
- 1937: De Onafhankelijken 1912-1937, Stedelijk Museum Amsterdam
- 1939: De Onafhankelijken, Stedelijk Museum Amsterdam
- 1939: Onze kunst van heden, Rijksmuseum Amsterdam[4][9]
- 1945: Kunst in vrijheid,[10] Rijksmuseum Amsterdam, Ausstellung mit Werken von Künstlern, die den Beitritt zur „Nederlandsche Kultuurkamer“ verweigert hatten und nicht mehr ausstellen durften. Die Kultuurkamer war eine nach der Besetzung der Niederlande durch die deutsche Wehrmacht von den deutschen Besatzern während des Zweiten Weltkriegs eingerichtete Kontroll- und Zensurinstitution.